# Собидко, Фёдор Васильевич
Фёдор Васильевич Собидко (08.02.1919-23.05.1998) — советский организатор сельскохозяйственного производства, председатель колхоза имени 60-летия Великой Октябрьской социалистической революции Немировского района Винницкой области, Герой Социалистического Труда (22.12.1977).

## Биография
Родился в с. Чуково Немировского района Винницкой области в крестьянской семье. После окончания Червонянской семилетней школы работал в колхозе.
В 1936—1937 учился на Гневанском рабфаке. Затем работал в Луганской области на шахте № 17.
В 1940—1945 служил в РККА, участник войны. После демобилизации — секретарь парткома Ситковецкой МТС, председатель колхозов «Червоный колос», имени Мичурина.
В 1960—1998 председатель колхоза «Заря коммунизма» (с 1977 имени 60-летия Великого Октября) в с. Чуков Тульчинского района Винницкой области.
В 1962 г. окончил среднюю школу, в 1969 г. — заочное отделение зооинженерного факультета Белоцерковского СХИ.
Герой Социалистического Труда (1977, в том году колхоз продал сверх плана 300 тонн молока и полмиллиона штук яиц). Награждён двумя орденами Ленина, орденом Октябрьской революции, орденом Отечественной войны II степени, многими медалями.
Умер 23.05.1998, похоронен в с. Чуково.